# Хабалинка
Хабалинка — деревня в Оредежском сельском поселении Лужского района Ленинградской области.

## История
Впервые упоминается в Писцовой книге Водской пятины 1500 года, как село Хабалина Гора над озером над Хвойном, а в нём церковь Покров Пречистые в Никольском Бутковском погосте Новгородского уезда. Тогда село принадлежало князю Ивану Михайловичу Гагарину.
Деревянная церковь Покрова Пресвятой Богородицы была упразднена в 1771 году.
Как деревня Хабальна она обозначена на карте Санкт-Петербургской губернии Ф. Ф. Шуберта 1834 года.

ХАБАЛИНА ГОРА — деревня принадлежит генерал-аншефу Сукину, число жителей по ревизии: 9 м. п., 9 ж. п. (1838 год)

Как деревня Хабальни она отмечена на карте профессора С. С. Куторги 1852 года.

ХОБАЛИНА ГОРА — деревня господина Маврина, по просёлочной дороге, число дворов — 3, число душ — 9 м. п. (1856 год)

ХАБАЛИНКА (ХАБАЛИНА ГОРА) — деревня, число жителей по X-ой ревизии 1857 года: 9 м. п., 20 ж. п.

ХАБАЛИНА ГОРА — деревня владельческая при озере Антонове, число дворов — 5, число жителей: 10 м. п., 21 ж. п.(1862 год)

В 1869 году временнообязанные крестьяне деревни выкупили свои земельные наделы у А. А. Мавриной и стали собственниками земли.

ХАБАЛИНКА (ХАБАЛИНА ГОРА) — деревня, согласно подворной описи 1882 года: 6 домов, 9 душевых наделов, семей — 5, число жителей — 16 м. п., 15 ж. п.; разряд крестьян — собственники

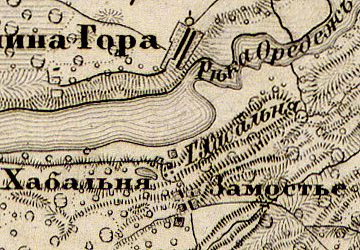
Деревня Хабалинка на карте 1863 года

Согласно карте из «Исторического атласа Санкт-Петербургской Губернии» 1863 года деревня называлась Хабальня, а близ неё обозначена Гора Хабальня.
В XIX — начале XX века деревня административно относилась к Бутковской волости 1-го земского участка 1-го стана Лужского уезда Санкт-Петербургской губернии.
По данным «Памятной книжки Санкт-Петербургской губернии» за 1905 год деревня называлась Хабалина-Гора и входила в Сокольницкое сельское общество.
По данным 1933 года деревня называлась Хабалина Гора и входила в состав Сокольницкого сельсовета Оредежского района.
Деревня была освобождена от немецко-фашистских оккупантов 9 февраля 1944 года.
По данным 1966 года деревня Хабалинка входила в состав Сокольницкого сельсовета.
По данным 1973 и 1990 годов деревня Хабалинка входила в состав Оредежского сельсовета.
По данным 1997 года в деревне Хабалинка Оредежской волости проживал 1 человек, в 2002 году — 6 человек (русские — 83 %).
В 2007 году в деревне Хабалинка Оредежского СП также проживал 1 человек.

## География
Деревня расположена в восточной части района, к северу от автодороги 41А-004 (Павлово — Луга).
Расстояние до административного центра поселения — 7 км.
Расстояние до ближайшей железнодорожной станции Оредеж — 3 км.
Деревня находится на левом берегу реки Оредеж у её озеровидного расширения — озера Хвойлово.

## Демография
| 1838 | 1862 | 1997 | 2007 | 2010 | 2017 |
| ---- | ---- | ---- | ---- | ---- | ---- |
| 18   | ↗21  | ↘1   | →1   | →1   | ↗2   |

## Улицы
Озёрный переулок, Солнечная, Хвойный переулок.